# Temporada 1946-47 de los Cleveland Rebels
La Temporada 1946-47 fue la primera y única temporada de los Cleveland Rebels en la BAA. La temporada regular acabó con 30 victorias y 30 derrotas, ocupando el tercer puesto de la División Oeste, clasificándose para los playoffs en los que cayeron derrotados en cuartos de final por los New York Knicks.

## Temporada regular
| # | División Este       | División Este | División Este | División Este | División Este |
| # | Equipo              | G             | P             | %             | PD            |
| - | ------------------- | ------------- | ------------- | ------------- | ------------- |
| 1 | x-Chicago Stags     | 39            | 22            | .639          | –             |
| 2 | x-St. Louis Bombers | 38            | 23            | .623          | 1             |
| 3 | x-Cleveland Rebels  | 30            | 30            | .500          | 8.5           |
| 4 | Detroit Falcons     | 20            | 40            | .333          | 18.5          |
| 5 | Pittsburgh Ironmen  | 15            | 45            | .250          | 23.5          |

## Playoffs

### Cuartos de final
(E3) New York Knicks vs. (O3) Cleveland Rebels: Knicks gana las series 2-1
- Partido 1 @ Cleveland: Cleveland 77, New York 51
- Partido 2 @ New York: New York 86, Cleveland 74
- Partido 3 @ New York: New York 93, Cleveland 71

## Estadísticas
| Rk | Jugador           | Edad | P  | PT | MP | TC  | TCI  | %TC  | 3P | 3PI | %3P | TL  | TLI | %TL  | RO | RD | RT | AS  | RB | TAP | BP | FP  | PTS  |
| 1  | Ed Sadowski       | 29   | 43 |    |    | 6.0 | 15.9 | .375 |    |     |     | 4.0 | 6.1 | .664 |    |    |    | 0.9 |    |     |    | 3.5 | 16.0 |
| 2  | Frankie Baumholtz | 28   | 45 |    |    | 5.7 | 19.0 | .298 |    |     |     | 2.7 | 3.5 | .776 |    |    |    | 1.2 |    |     |    | 2.1 | 14.0 |
| 3  | Leo Mogus         | 25   | 17 |    |    | 4.3 | 13.3 | .323 |    |     |     | 3.7 | 5.2 | .716 |    |    |    | 1.6 |    |     |    | 2.9 | 12.3 |
| 4  | Mel Riebe         | 30   | 55 |    |    | 5.0 | 16.3 | .307 |    |     |     | 2.0 | 3.1 | .642 |    |    |    | 1.2 |    |     |    | 3.1 | 12.1 |
| 5  | Kenny Sailors     | 25   | 58 |    |    | 3.9 | 12.8 | .309 |    |     |     | 2.1 | 3.4 | .595 |    |    |    | 2.3 |    |     |    | 3.1 | 9.9  |
| 6  | George Nostrand   | 23   | 48 |    |    | 3.0 | 10.8 | .281 |    |     |     | 1.5 | 3.1 | .497 |    |    |    | 0.4 |    |     |    | 2.6 | 7.6  |
| 7  | Bob Faught        | 25   | 51 |    |    | 2.8 | 9.4  | .295 |    |     |     | 1.2 | 2.1 | .575 |    |    |    | 0.6 |    |     |    | 1.9 | 6.7  |
| 8  | Dick Schulz       | 30   | 16 |    |    | 2.7 | 11.0 | .244 |    |     |     | 1.3 | 1.9 | .645 |    |    |    | 1.1 |    |     |    | 1.8 | 6.6  |
| 9  | Nick Shaback      | 28   | 53 |    |    | 1.9 | 7.3  | .265 |    |     |     | 0.7 | 1.0 | .717 |    |    |    | 0.5 |    |     |    | 1.4 | 4.6  |
| 10 | Kleggie Hermsen   | 23   | 11 |    |    | 1.6 | 6.1  | .269 |    |     |     | 0.6 | 1.4 | .467 |    |    |    | 0.9 |    |     |    | 2.9 | 3.9  |
| 11 | Irv Rothenberg    | 25   | 29 |    |    | 1.2 | 5.8  | .216 |    |     |     | 1.0 | 1.9 | .556 |    |    |    | 0.5 |    |     |    | 2.1 | 3.5  |
| 12 | Ray Wertis        | 25   | 43 |    |    | 1.0 | 4.5  | .210 |    |     |     | 0.8 | 1.3 | .611 |    |    |    | 0.5 |    |     |    | 1.2 | 2.7  |
| 13 | Hank Lefkowitz    | 23   | 24 |    |    | 0.9 | 4.8  | .193 |    |     |     | 0.3 | 0.5 | .538 |    |    |    | 0.2 |    |     |    | 1.5 | 2.1  |
| 14 | Ben Scharnus      | 29   | 51 |    |    | 0.6 | 3.2  | .200 |    |     |     | 0.7 | 1.2 | .627 |    |    |    | 0.4 |    |     |    | 1.6 | 2.0  |
| 15 | Ned Endress       | 28   | 16 |    |    | 0.2 | 1.6  | .120 |    |     |     | 0.5 | 0.9 | .533 |    |    |    | 0.3 |    |     |    | 0.8 | 0.9  |
| 16 | Leon Brown        | 27   | 5  |    |    | 0.0 | 0.6  | .000 |    |     |     | 0.0 | 0.0 |      |    |    |    | 0.0 |    |     |    | 0.4 | 0.0  |
| 17 | Ken Corley        |      | 3  |    |    | 0.0 | 0.0  |      |    |     |     | 0.0 | 0.0 |      |    |    |    | 0.0 |    |     |    | 0.0 | 0.0  |
| 18 | Pete Lalich       | 26   | 1  |    |    | 0.0 | 1.0  | .000 |    |     |     | 0.0 | 0.0 |      |    |    |    | 0.0 |    |     |    | 1.0 | 0.0  |

## Galardones y récords
| Jugador           | Galardón                    |
| Frankie Baumholtz | 2º Mejor quinteto de la BAA |